# Gimnastika na Poletnih olimpijskih igrah 1980
Gimnastika na Poletnih olimpijskih igrah 1980. Tekmovanja so potekala v osmih disciplinah za moške in šestih za ženske med 20. in 25. julijem 1980 v Moskviu. 

## Dobitniki medalj
| Disciplina          | Zlato | Srebro | Bron |
| Mnogoboj ekipno     | Sovjetska zveza · Nikolaj Andrianov · Edvard Azarjan · Aleksander Ditjatin · Bogdan Makuc · Vladimir Markelov · Aleksander Tkačjov | Vzhodna Nemčija · Ralf-Peter Hemmann · Lutz Hoffmann · Lutz Mack · Michael Nikolay · Andreas Bronst · Roland Brückner | Madžarska · Ferenc Donáth · György Guczoghy · Zoltán Kelemen · Péter Kovács · Zoltán Magyar · István Vámos |
| Mnogoboj posamično  | Aleksander Ditjatin (URS) | Nikolaj Andrianov (URS)                                                                                               | Stojan Deltčev (BUL)                                                                                       |
| Parter              | Roland Brückner (GDR) | Nikolaj Andrianov (URS)                                                                                               | Aleksander Ditjatin (URS)                                                                                  |
| Konj z ročaji       | Zoltán Magyar (HUN) | Aleksander Ditjatin (URS)                                                                                             | Michael Nikolay (GDR)                                                                                      |
| Krogi               | Aleksander Ditjatin (URS) | Aleksander Tkačjov (URS)                                                                                              | Jiri Tabak (TCH)                                                                                           |
| Preskok             | Nikolaj Andrianov (URS) | Alexander Dityatin (URS)                                                                                              | Roland Brückner (GDR)                                                                                      |
| Enovišinska bradlja | Aleksander Tkačjov (URS) | Alexander Dityatin (URS)                                                                                              | Roland Brückner (GDR)                                                                                      |
| Drog                | Stojan Deltčev (BUL) | Aleksander Ditjatin (URS)                                                                                             | Nikolaj Andrianov (URS)                                                                                    |

## Dobitnice medalj
| Disciplina          | Zlato | Srebro                                                                                           | Bron |
| Mnogoboj ekipno     | Sovjetska zveza · Jelena Davidova · Marija Filatova · Nellie Kim · Jelena Najmušina · Natalija Šapošnikova · Stela Zaharova | Romunija · Nadia Comăneci · Rodica Dunca · Emilia Eberle · Cristina Elena Grigoraş · Melita Ruhn | Vzhodna Nemčija · Maxi Gnauck · Silvia Hindorff · Steffi Kraker · Katharina Rensch · Karola Sube · Birgit Süss |
| Mnogoboj posamično  | Jelena Davidova (URS) | Maxi Gnauck (GDR) · Nadia Comăneci (ROU)                                                         | |
| Preskok             | Natalija Šapošnikova (URS)                                                                                                  | Steffi Kraker (GDR)                                                                              | Melita Ruhn (ROU)                                                                                              |
| Dvovišinska bradlja | Maxi Gnauck (GDR) | Emilia Eberle (ROU)                                                                              | Steffi Kraker (GDR) · Melita Ruhn (ROU) · Marija Filatova (URS)                                                |
| Gred                | Nadia Comăneci (ROU) | Jelena Davidova (URS)                                                                            | Natalija Šapošnikova (URS)                                                                                     |
| Parter              | Nellie Kim (URS) · Nadia Comăneci (ROU)                                                                                     |                                                                                                  | Natalija Šapošnikova (URS) · Maxi Gnauck (GDR)                                                                 |

## Medalje po državah
| Poz | Država          | Zlato | Srebro | Bron | Skupaj |
| 1   | Sovjetska zveza | 9     | 8      | 5    | 22     |
| 2   | Vzhodna Nemčija | 2     | 3      | 6    | 11     |
| 3   | Romunija        | 2     | 3      | 2    | 7      |
| 4   | Bolgarija       | 1     | 0      | 1    | 2      |
| 4   | Madžarska       | 1     | 0      | 1    | 2      |
| 5   | Češkoslovaška   | 0     | 0      | 1    | 1      |